# Stamboom Hendrik van Nassau-Siegen (1611-1652)
Dit is de stamboom van graaf Hendrik van Nassau-Siegen (1611–1652).
| Stamboom Hendrik van Nassau-Siegen (1611–1652) | Stamboom Hendrik van Nassau-Siegen (1611–1652)                                                                         | Stamboom Hendrik van Nassau-Siegen (1611–1652)                                                                         | Stamboom Hendrik van Nassau-Siegen (1611–1652)                                                                         | Stamboom Hendrik van Nassau-Siegen (1611–1652)                                                                         | Stamboom Hendrik van Nassau-Siegen (1611–1652) | Stamboom Hendrik van Nassau-Siegen (1611–1652) | Stamboom Hendrik van Nassau-Siegen (1611–1652)                                                                          | Stamboom Hendrik van Nassau-Siegen (1611–1652)                                                                          |
| ---------------------------------------------- | --- | --- | --- | --- | --- | --- | --- | --- |
| Betovergrootouders                             | Johan V van Nassau-Siegen (1455–1516) ⚭ 1482 Elisabeth van Hessen-Marburg (1466–1523)                                  | Botho III van Stolberg-Wernigerode (1467–1538) ⚭ 1500 Anna van Eppstein-Königstein (1481–1538)                         | Johan IV van Leuchtenberg (1470–1531) ⚭ 1502 Margaretha van Schwarzburg-Blankenburg (1482–1518)                        | Frederik V ‘de Oudere’ van Brandenburg-Ansbach (1460–1536) ⚭ 1479 Sofia van Polen (1464–1512)                          | Frederik I van Denemarken (1471–1533) ⚭ 1502 Anna van Brandenburg (1487–1514) | Magnus I van Saksen-Lauenburg (?–1543) ⚭ 1509 Catharina van Brunswijk-Wolfenbüttel (?–1563) | Filips I van Brunswijk-Grubenhagen (ca. 1476–1551) ⚭ 1517 Catharina van Mansfeld (1501–1535)                            | George I van Pommeren (1493–1531) ⚭ 1513 Amalia van de Palts (1490–1524)                                                |
| Overgrootouders                                | Willem I ‘de Rijke’ van Nassau-Siegen (1487–1559) ⚭ 1531 Juliana van Stolberg-Wernigerode (1506–1580)                  | Willem I ‘de Rijke’ van Nassau-Siegen (1487–1559) ⚭ 1531 Juliana van Stolberg-Wernigerode (1506–1580)                  | George III van Leuchtenberg (1502–1555) ⚭ 1528 Barbara van Brandenburg-Ansbach (1495–1552)                             | George III van Leuchtenberg (1502–1555) ⚭ 1528 Barbara van Brandenburg-Ansbach (1495–1552)                             | Christiaan III van Denemarken (1503–1559) ⚭ 1525 Dorothea van Saksen-Lauenburg (1511–1571) | Christiaan III van Denemarken (1503–1559) ⚭ 1525 Dorothea van Saksen-Lauenburg (1511–1571) | Ernst V van Brunswijk-Grubenhagen (1518–1567) ⚭ 1547 Margaretha van Pommeren (1518–1569)                                | Ernst V van Brunswijk-Grubenhagen (1518–1567) ⚭ 1547 Margaretha van Pommeren (1518–1569)                                |
| Grootouders                                    | Johan VI ‘de Oude’ van Nassau-Siegen (1536–1606) ⚭ 1559 Elisabeth van Leuchtenberg (1537–1579)                         | Johan VI ‘de Oude’ van Nassau-Siegen (1536–1606) ⚭ 1559 Elisabeth van Leuchtenberg (1537–1579)                         | Johan VI ‘de Oude’ van Nassau-Siegen (1536–1606) ⚭ 1559 Elisabeth van Leuchtenberg (1537–1579)                         | Johan VI ‘de Oude’ van Nassau-Siegen (1536–1606) ⚭ 1559 Elisabeth van Leuchtenberg (1537–1579)                         | Johan ‘de Jongere’ van Sleeswijk-Holstein-Sonderburg (1545–1622) ⚭ 1568 Elisabeth van Brunswijk-Grubenhagen (1550–1586)                                                                                               | Johan ‘de Jongere’ van Sleeswijk-Holstein-Sonderburg (1545–1622) ⚭ 1568 Elisabeth van Brunswijk-Grubenhagen (1550–1586)                                                                                               | Johan ‘de Jongere’ van Sleeswijk-Holstein-Sonderburg (1545–1622) ⚭ 1568 Elisabeth van Brunswijk-Grubenhagen (1550–1586) | Johan ‘de Jongere’ van Sleeswijk-Holstein-Sonderburg (1545–1622) ⚭ 1568 Elisabeth van Brunswijk-Grubenhagen (1550–1586) |
| Ouders                                         | Johan VII ‘de Middelste’ van Nassau-Siegen (1561–1623) ⚭ 1603 Margaretha van Sleeswijk-Holstein-Sonderburg (1583–1658) | Johan VII ‘de Middelste’ van Nassau-Siegen (1561–1623) ⚭ 1603 Margaretha van Sleeswijk-Holstein-Sonderburg (1583–1658) | Johan VII ‘de Middelste’ van Nassau-Siegen (1561–1623) ⚭ 1603 Margaretha van Sleeswijk-Holstein-Sonderburg (1583–1658) | Johan VII ‘de Middelste’ van Nassau-Siegen (1561–1623) ⚭ 1603 Margaretha van Sleeswijk-Holstein-Sonderburg (1583–1658) | Johan VII ‘de Middelste’ van Nassau-Siegen (1561–1623) ⚭ 1603 Margaretha van Sleeswijk-Holstein-Sonderburg (1583–1658)                                                                                                | Johan VII ‘de Middelste’ van Nassau-Siegen (1561–1623) ⚭ 1603 Margaretha van Sleeswijk-Holstein-Sonderburg (1583–1658)                                                                                                | Johan VII ‘de Middelste’ van Nassau-Siegen (1561–1623) ⚭ 1603 Margaretha van Sleeswijk-Holstein-Sonderburg (1583–1658)  | Johan VII ‘de Middelste’ van Nassau-Siegen (1561–1623) ⚭ 1603 Margaretha van Sleeswijk-Holstein-Sonderburg (1583–1658)  |
| Hendrik van Nassau-Siegen (1611–1652)          | | | | | | | | |
| Echtgenote                                     | ⚭ 1646 Maria Magdalena van Limburg-Stirum (1632–1707)                                                                  | ⚭ 1646 Maria Magdalena van Limburg-Stirum (1632–1707)                                                                  | ⚭ 1646 Maria Magdalena van Limburg-Stirum (1632–1707)                                                                  | ⚭ 1646 Maria Magdalena van Limburg-Stirum (1632–1707)                                                                  | ⚭ 1646 Maria Magdalena van Limburg-Stirum (1632–1707) | ⚭ 1646 Maria Magdalena van Limburg-Stirum (1632–1707) | ⚭ 1646 Maria Magdalena van Limburg-Stirum (1632–1707)                                                                   | ⚭ 1646 Maria Magdalena van Limburg-Stirum (1632–1707)                                                                   |
| Kinderen                                       | Ernestina van Nassau-Siegen (1647–1652)                                                                                | Ernestina van Nassau-Siegen (1647–1652)                                                                                | Willem Maurits van Nassau-Siegen (1649–1691) ⚭ 1678 Ernestine Charlotte van Nassau-Schaumburg (1665–1732)              | Willem Maurits van Nassau-Siegen (1649–1691) ⚭ 1678 Ernestine Charlotte van Nassau-Schaumburg (1665–1732)              | Sophia Amalia van Nassau-Siegen (1650–1688) ⚭ 1675 Frederik Casimir van Koerland (1650–1698) | Sophia Amalia van Nassau-Siegen (1650–1688) ⚭ 1675 Frederik Casimir van Koerland (1650–1698) | Frederik Hendrik van Nassau-Siegen (1651–1676)                                                                          | Frederik Hendrik van Nassau-Siegen (1651–1676)                                                                          |
| Kleinkinderen                                  | – | – | 1. Frederik Willem Adolf van Nassau-Siegen (1680–1722) 2. Karel Lodewijk Hendrik van Nassau-Siegen (1682–1694)         | 1. Frederik Willem Adolf van Nassau-Siegen (1680–1722) 2. Karel Lodewijk Hendrik van Nassau-Siegen (1682–1694)         | 1. Frederik van Koerland (1682–1683) 2. Maria Dorothea van Koerland (1684–1743) 3. Eleonora Charlotte van Koerland (1686–1748) 4. Amalia Louise van Koerland (1687–1750) 5. Christina Sophia van Koerland (1688–1694) | 1. Frederik van Koerland (1682–1683) 2. Maria Dorothea van Koerland (1684–1743) 3. Eleonora Charlotte van Koerland (1686–1748) 4. Amalia Louise van Koerland (1687–1750) 5. Christina Sophia van Koerland (1688–1694) | – | – |